# 888casino
888casino, anteriormente Casino-on-Net, é um cassino online fundado em 1997 e sediado em Gibraltar. É um dos cassinos online mais antigos, e em 2013, tornou-se o primeiro exclusivo cassino online a ser licenciado nos Estados Unidos.

## História
Casino-on-Net foi criado por dois irmãos, Aaron e Avi Shaked, juntamente com seus parceiros Ron e Shay Ben-Yitzhaq, também dois irmãos, em 1997. Aaron Shaked diz ter surgido a ideia de criar um cassino online enquanto estava participando de uma conferência odontológica em Monte Carlo. Em 1994, o Free Trade & Processing Zone Act foi aprovado em Antigua e Barbuda, abrindo caminho para o desenvolvimento de cassinos online legais. Casino-on-Net teve sua marca alterada para 888casino em 2010 para unificar o nome e se parecer com as outras marcas 888. Em 2015 o site foi licenciado e começou a funcionar em Gibraltar, Nova Jersey, Dinamarca, Espanha e em outros países e territórios.
O 888casino foi o principal patrocinador do World Seniors Championship 2013, em Sinuca.
A revista Gaming Intelligence descreveu o 888casino como sendo "o verdadeiro único cassino pan-European."
Em 2017, 888casino assinou um acordo para incluir jogos de Caça-níquel da empresa sediada em Berlim Merkur Interactive Services GmbH, que faz parte do grupo Gauselmann.
O 888casino recebeu o prêmio de segurança e justiça da organização de proteção de jogos de aposta eCOGRA.

### Estados Unidos
Como resultado de um ato do Congresso dos Estados Unidos, em outubro de 2006, empresas de jogos de aposta online foram forçadas a avaliar a sua presença no mercado dos Estados Unidos, resultando em uma saída em massa do mercado nos Estados Unidos para estes lugares.
Em março de 2013, a Comissão de jogos de aposta de Nevada garantiu ao 888casino uma licença como um provedor de serviços de jogos interativos, tornando assim a companhia como a primeira provedora de jogos exclusiva a ser licenciada por qualquer jurisdição nos Estados Unidos.
Em janeiro de 2011, o Legislativo de Nova Jersey aprovou uma lei proposta por Raymond Lesniak para permitir jogos de azar online aos habitantes de Nova Jersey com idade acima de 21 anos. Em agosto de 2013, o 888casino assinou um contrato com a Caesars Entertainment Corporation através do grupo All American Poker Network (AAPN) joint venture com a Avenue Capital, permitindo ao 888casino oferecer seus próprios produtos em Nova Jersey. O 888casino publica o percentual mensal de pagamento do cassino, o qual é  auditado de forma independente, incluindo o percentual de pagamento de cada jogo, bem com a média total de percentual de pagamento do 888casino. A taxa de pagamento do 888casino é 95.1%.

## Prêmios
| Prêmio                                                      | Ano  |
| Melhor operador de Cassino, Premiação – Gaming Intelligence | 2015 |
| Operador digital do ano, Premiação de Jogos do Mundo        | 2014 |
| Operador do ano, Premiação para operador – eGR              | 2013 |
| Melhor operador de Cassino, Premiação para operador – eGR   | 2013 |